# Epinephelus malabaricus
Epinephelus malabaricus es una especie de peces de la familia Serranidae en el orden de los Perciformes.

## Morfología
Los machos pueden llegar alcanzar los 234 cm de longitud total.

## Distribución geográfica
Se encuentra desde el mar Rojo y África Oriental hasta Tonga, Japón y Australia.